# Thinopyrum elongatum
Thinopyrum elongatum (Thinopyrum elongatum, syn. Elymus elongatus (Host) Runemark і Elytrigia elongata (Host) Nevski — пирій видовжений) — вид рослин із родини злакових (Poaceae).

## Біоморфологічна характеристика
Багаторічник 35–150 см заввишки. Рослина утворює великі щільні дерновини. Стеблини товсті, грубі; міжвузля дистально голі. Листові пластини згорнуті, 20–45 см × 2.5–5 мм, жорсткі. Колоси 10–30 см завдовжки. Колосочки 5–12-квіткові, 10–25 мм завдовжки, до цвітіння стислі, після цвітіння віялоподібно розчепірені, від осі колоса відхилені. Колоскові луски тупі чи тупо обрубані, 7–11 мм завдовжки. Родюча лема від ланцетної до довгастої, 9–11 мм завдовжки, кілева, 5-жилкова, верхівка тупа.

## Середовище проживання
Зростає у Євразії (Албанія, Болгарія, Кіпр, Росія, Франція [у т. ч. Корсика], Греція, Італія [у т. ч. Сардинія, Сицилія], Казахстан, Ізраїль, Сирія, Португалія, Румунія, Іспанія [у т. ч. Балеарські острови], Вірменія, Азербайджан, Грузія, Туреччини, України (у т. ч. Крим), Хорватія, Словенія) й Північній Африці (Єгипет, Марокко, пн. Алжир, Туніс); інтродукований до Північної й Південної Америки.
В Україні вид росте на солончаках і солонцюватих луках, пісках і галечниках — біля прибережної смуги Чорного та Азовського морів, досить часто; у Лівобережному Лісостепу та Степу, на півдні Правобережного Степу, зрідка.